# (18796) Acosta
(18796) Acosta (1999 JH64) – planetoida z pasa głównego asteroid okrążająca Słońce w ciągu 3,46 lat w średniej odległości 2,29 j.a. Odkryta 10 maja 1999 roku.